# コパ・デル・ソル
コパ・デル・ソル（英: Copa del Solとは、スウェーデンサッカー協会（UEFA）が主催するサッカーの国際大会である。

## 概要
初開催は2010年2月3日から2月12日の期間で各国のリーグ戦が開幕する1ヶ月前にかけて行われた。2010年大会の決勝戦はロシアのPFC CSKAモスクワとウクライナのFCシャフタール・ドネツクに決まったが、試合日は豪雨のために中止となり、両チームが優勝した。2011年大会はウクライナのFCカルパティ・リヴィウが優勝した。2012年大会は1月23日から2月2日にかけて行われロシアのFCスパルタク・モスクワが優勝した。
2013年大会は1月23日から2月2日までの開催を予定している。予想される参加クラブはモルデFK、ローゼンボリBK、ヴィジェフ・ウッチ、PFC CSKAモスクワ、FCコペンハーゲン、FCシャフタール・ドネツクなどである。賞金の総額は80,000ユーロ。
2014年大会は1月27日から2月6日までの開催を予定している。参加クラブはノルウェーのモルデFK、ローゼンボリBK、ストレームスゴトセトIF、ルーマニアのFCアストラ、ラトビアのFCダウガヴァ、スウェーデンのAIKソルナなど7ヵ国10チームである。

## 歴代結果
| シーズン | 優勝                                  | スコア                                | 準優勝                                | 会場                              | 日付                 | チーム数 |
| -------- | ------------------------------------- | ------------------------------------- | ------------------------------------- | --------------------------------- | -------------------- | -------- |
| 2010     | CSKAモスクワ - シャフタール・ドネツク | CSKAモスクワ - シャフタール・ドネツク | CSKAモスクワ - シャフタール・ドネツク | マルベーリャ, スペイン            | 2010年2月3日-2月12日 | 8        |
| 2011     | カルパティ・リヴィウ                  | 1 – 0                                 | シャフタール・ドネツク                | エルチェ - ラ・マンガ, スペイン   | 2011年1月27日-2月7日 | 16       |
| 2012     | スパルタク・モスクワ                  | 1 – 0                                 | FCコペンハーゲン                      | ベニドルム - ラ・マンガ, スペイン | 2012年1月28日-2月7日 | 12       |
| 2013     | シャフタール・ドネツク                | 2 – 1                                 | ヴィジェフ・ウッチ                    | ラ・マンガ - ピナタル, スペイン   | 2013年1月23日-2月2日 | 12       |
| 2014     | ストレームスゴトセト                  | 1 – 0                                 | FCアストラ                            | ラ・マンガ, スペイン              | 2014年1月27日-2月6日 | 10       |